# Федерация фондовых бирж Азии и Океании

Логотип Федерации фондовых бирж Азии и Океании

Федерация фондовых бирж Азии и Океании(англ. Asian and Oceanian Stock Exchanges Federation/AOSEF) — неофициальная организация East Asian Stock Exchanges Conference (EASEC).

## История создания
Организация основана в 1982 году.

## Цели и задачи
Основной задачей было создание и поддержка связей между участниками 19 бирж и обмена информацией между ними.

## Участники
- Австралийская биржа ценных бумаг
- Бомбейская фондовая биржа
- Фондовая биржа Хошимина
- Гонконгский холдинг HKEx ( Hong Kong Exchanges and Clearing Ltd.)
- Индонезийская фондовая биржа
- Корейская биржа
- Малайзийская биржа
- Монгольская фондовая биржа
- Национальная фондовая биржа Индии
- Новозеландская биржа
- Осакская биржа ценных бумаг + JASDAQ
- Филиппинская фондовая биржа
- Шанхайская фондовая биржа
- Шэньчжэньская фондовая биржа
- Сингапурская биржа
- Тайваньская фондовая биржа
- Фондовая биржа Таиланда
- Токийская фондовая биржа